# Peter Zahner
Peter Zahner (* 19. Januar 1961 in Aarau) ist ein Schweizer Eishockeyfunktionär. Der Betriebsökonom ist seit Dezember 2007 Geschäftsführer der ZLE Betriebs AG, dem Betreiber der ZSC Lions, und war zuvor unter anderem Direktor des Schweizerischen Eishockeyverbandes.

## Laufbahn
Während seiner Spielerkarriere war Zahner in den 1980er Jahren unter anderem beim SC Reinach aktiv, einer seiner Trainer war dort Arno del Curto. Zu Beginn der 1990er Jahre spielte Zahner für den EHC Glattbrugg.
Zu jener Zeit hatte er bereits seine Trainer- und Funktionärslaufbahn begonnen. Ab 1988 war Zahner beim EHC Kloten in der Nachwuchsabteilung sowie als Co-Trainer der Herrenmannschaft in der National League A tätig. 1991 wechselte er zum Schweizerischen Eishockeyverband (SEHV) und übernahm die Leitung der Junioren-Nationalmannschaften. 1995 wurde er beim SEHV zum Sportdirektor befördert und war in dieser Zeit zudem Trainer beim EHC Winterthur.
Ab März 2004 wechselte er beim SEHV auf den Posten des Verbandsdirektors, den er bis 2007 bekleidete.
Zum 1. Dezember 2007 wechselte Zahner als Geschäftsführer zur ZLE Betriebs AG, dem Betreiber der ZSC Lions. Im November 2008 übernahm er zusätzlich ein weiteres Amt, da er in den Exekutivrat von Swiss Olympic gewählt wurde. 2013 wurde er Mitglied im Verwaltungsrat der «wiederbelebten» Champions Hockey League (CHL) und wurde im Juni 2018 zum Präsidenten der CHL gewählt.